# Carlos de Sámano y Quiñónez
Carlos de Sámano y Quiñónez (1542 - ) hijo de Juan de Sámano Sánchez Orpina y de Brianda de Quiñonez fue un funcionario virreinal novohispano nombrado gobernador interino de la provincia de Yucatán, por el virrey de la Nueva España Gaspar de Zúñiga Acevedo y Velasco, habiendo tomado posesión de su cargo el 15 de junio de 1596.

## Datos históricos de su actuación en Yucatán
A la muerte del gobernador de Yucatán, Alonso Ordóñez de Nevares, tomó posesión del cargo con el título de alcalde y justicia mayor, su teniente Pablo Higueras de la Cerda, tal cual correspondía por virtud de una ley existente desde 1555; pero el virrey de la Nueva España tuvo a bien arrogarse la facultad, que no estaba contemplada en ley alguna, de nombrar al gobernador de Yucatán, mientras se daba el nombramiento real. El designado fue Carlos de Sámano y Quiñónez quien tomó posesión de la gubernatura el 15 de junio de 1596. A partir de este nombramiento y durante toda la época colonial los virreyes de la Nueva España designaron a los gobernadores interinos de Yucatán en cada sucesión, mientras se daba la designación real del gobernador definitivo de la provincia.
Durante su gobierno le tocó inaugurar el convento de las monjas concepcionistas, cuya construcción había empezado su antecesor. También le correspondió poner en vigor un edicto real mediante el cual se daba en arrendamiento los cargos de alguacil mayor, alférez y regidor, en lugar de establecerse la sucesión por elección. Así, quedaron los arrendatarios en posición de heredar el cargo y de perpetuarlo en favor de una dinastía.
Introdujo en la provincia el cultivo de la vid y la cría de ganado ovino, ninguno de los cuales prosperó y debieron abandonarse al poco tiempo. Otro acontecimiento importante que se dio en esa época fue el juicio que se siguió a un indígena, llamado Andrés Chi, acusado de idolatría y de su propagación, siendo este condenado a muerte por tal hecho. En 1597 ordenó trasladar a los indígenas que vivían en la Isla Contoy al poblado de Chancenote. Ese mismo año debió entregar el gobierno ya que su sucesor, Diego Fernández de Velasco, nombrado por el rey Felipe II de España llegó a la provincia a hacerse cargo del puesto. Regresó Carlos de Sámano a la Ciudad de México, donde fue nombrado alcalde de Cuautitlán. Murió en fecha indeterminada, posiblemente en la propia Ciudad de México.